# Papilio memnon
Espèce
Le Grand Mormon (Papilio memnon) est une espèce de lépidoptères (papillons) asiatiques de la famille des Papilionidae.

## Description

### Imago
Le papillon mesure de 12 cm à 15 cm d'envergure.

#### Mâle
À l'avers les ailes sont noires avec des reflets bleutés. Les ailes antérieures sont saupoudrées d'écailles bleuâtres dans les espaces interveineux et ont parfois un trait rouge dans la cellule de l'aile. Les ailes postérieures n'ont pas de queues, sauf chez les mâles de Palawan et de Célèbes. Elles sont également saupoudrées d'écailles bleuâtres dans les espaces interveineux, de manière plus marquées que les ailes antérieures. Elles portent en outre une série de petites macules noires submarginales.
Au revers les ailes antérieures sont similaires à l'avers mais la base de la cellule est rouge vif. Les ailes postérieures sont noires, avec du rouge à la base. La partie submarginale est couverte d'écailles plus claires et porte deux séries de macules noires.
Le corps est noir, avec quelques macules blanches.

#### Femelle
La femelle existe sous plusieurs formes, avec ou sans queue à l'aile postérieure ; son aile postérieure est noire avec des taches rouges, orange et / ou blanches. Une partie de ces formes sont mimétiques d'autres espèces de papillon, notamment Parides coon, Pachliopta aristolochiae et Pachliopta  polyphontes.
Quelques formes : 
f. achates : À l'avers les ailes antérieures sont de couleur brun-gris, avec des veines noires, une base noire et un triangle rouge à la base. Les ailes postérieures ont des queues en forme de spatule. Elles sont noires avec une large macule blanche et du range dans l'angle anal qui peut s'étendre sur la marge de l'aile. L'abdomen est jaune avec un trait noir sur le dessus. 
f. esperi : à l'avers les ailes antérieures sont similaires à celles de la f. achates mais sont blanches dans la partie apicale. Les ailes postérieures n'ont pas de queues. Elles sont noires avec des écailles bleues dans les espaces interveineux et une petite macule rouge dans l'angle tornal. Au revers les ailes antérieures sont blanchâtres avec des marges marron, des veines noires et une macule rouge triangulaire à la base. Les ailes postérieures sont noires avec une base rouge et une large macule orangée qui couvre l'angle tornal et qui porte des macules noires. Le corps est noir. Cette forme est présente dans la Péninsule Malaise et imite Parides nox. 

f. butlerianus : similaire à la f. esperi, mais à l'avers les ailes antérieures sont presque entièrement décolorées et il y a plus de rouge dans l'angle tornal des ailes postérieures. Cette forme est présente dans le nord de l'Inde jusqu'à Malacca et imite Parides varuna. 

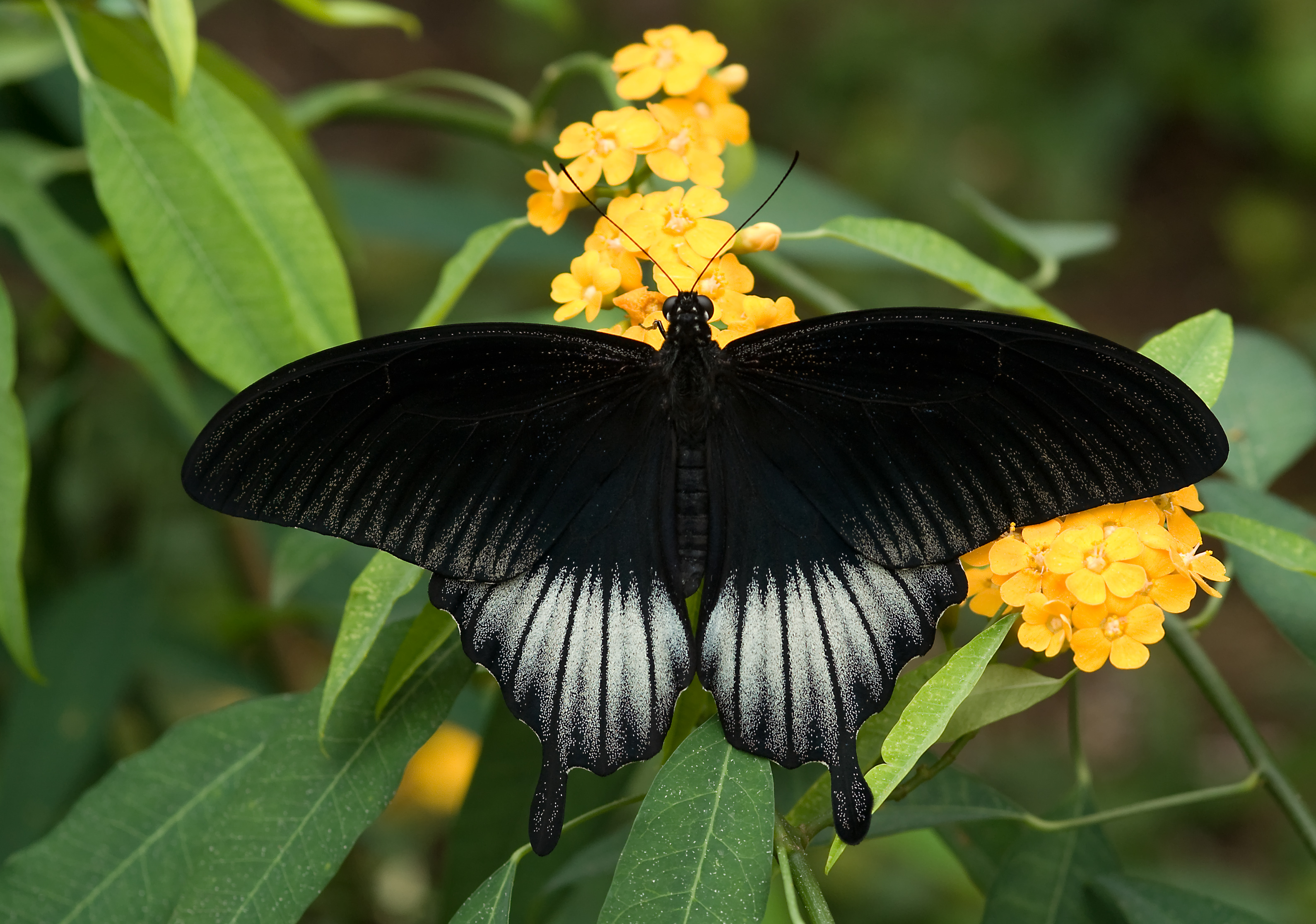
Papilio memnon ♂avec queues,  Jardin botanique et zoologique Wihelma, Stuttgart, Allemagne
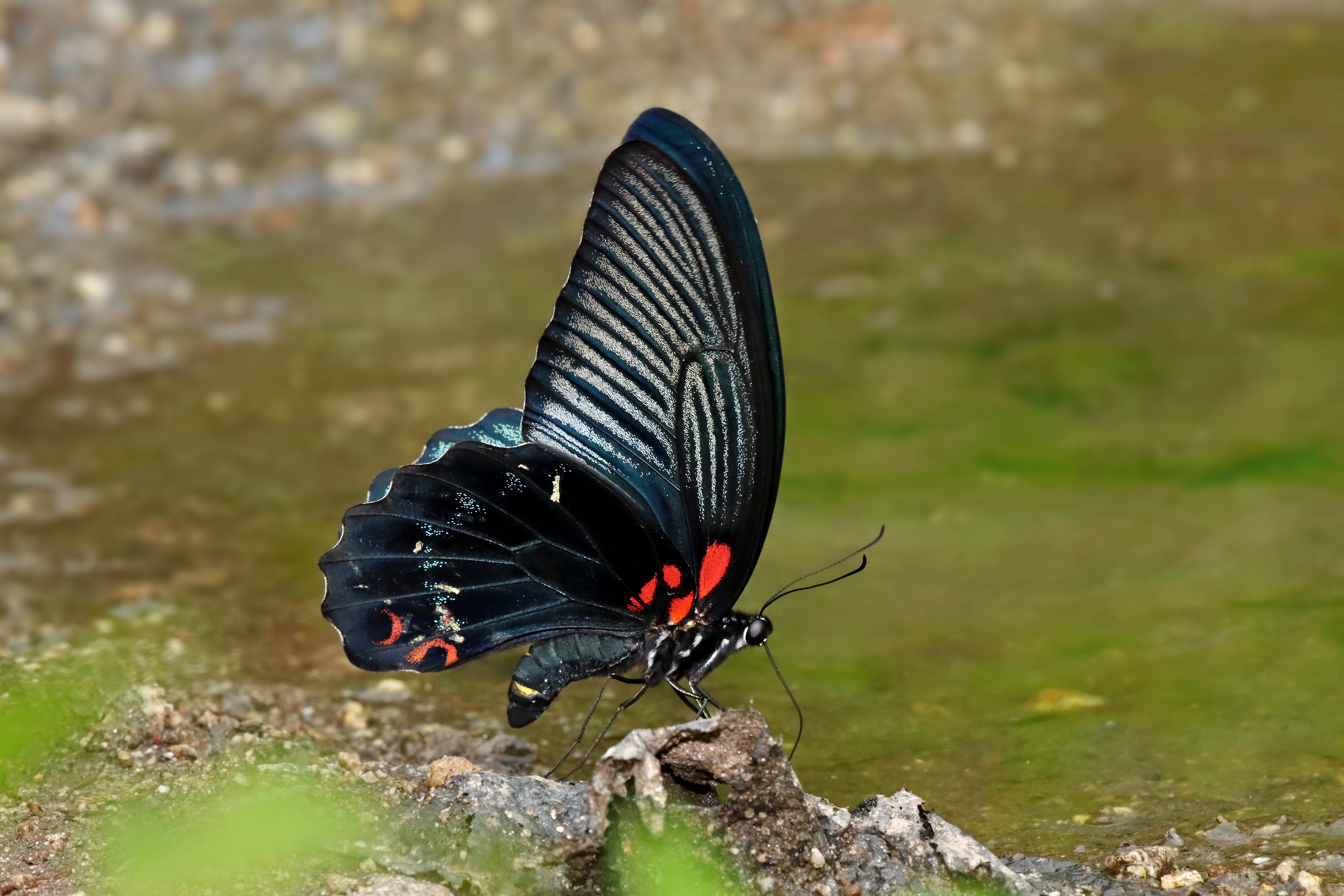
Papilio memnon mâle, ailes repliées
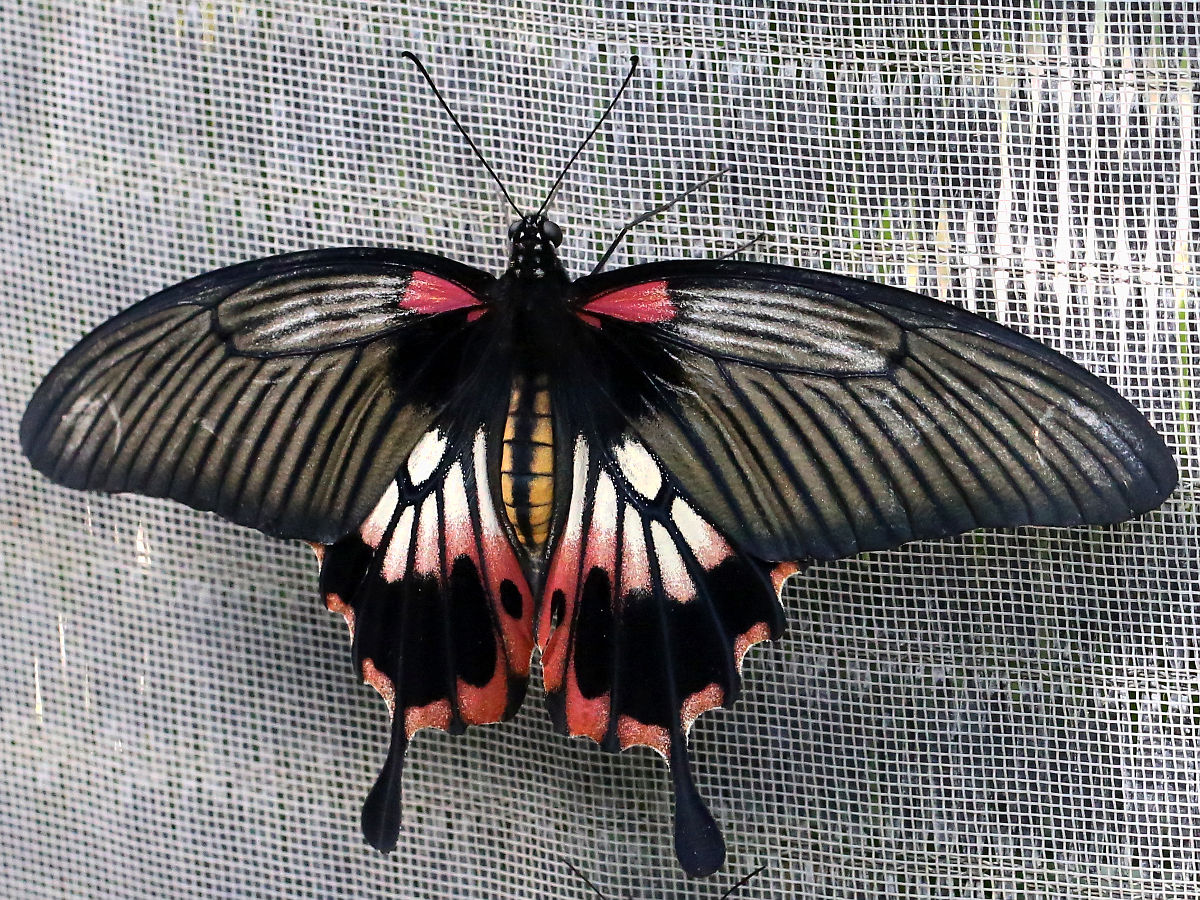
Papilio memnon f. alcanor femelle en Thaïlande
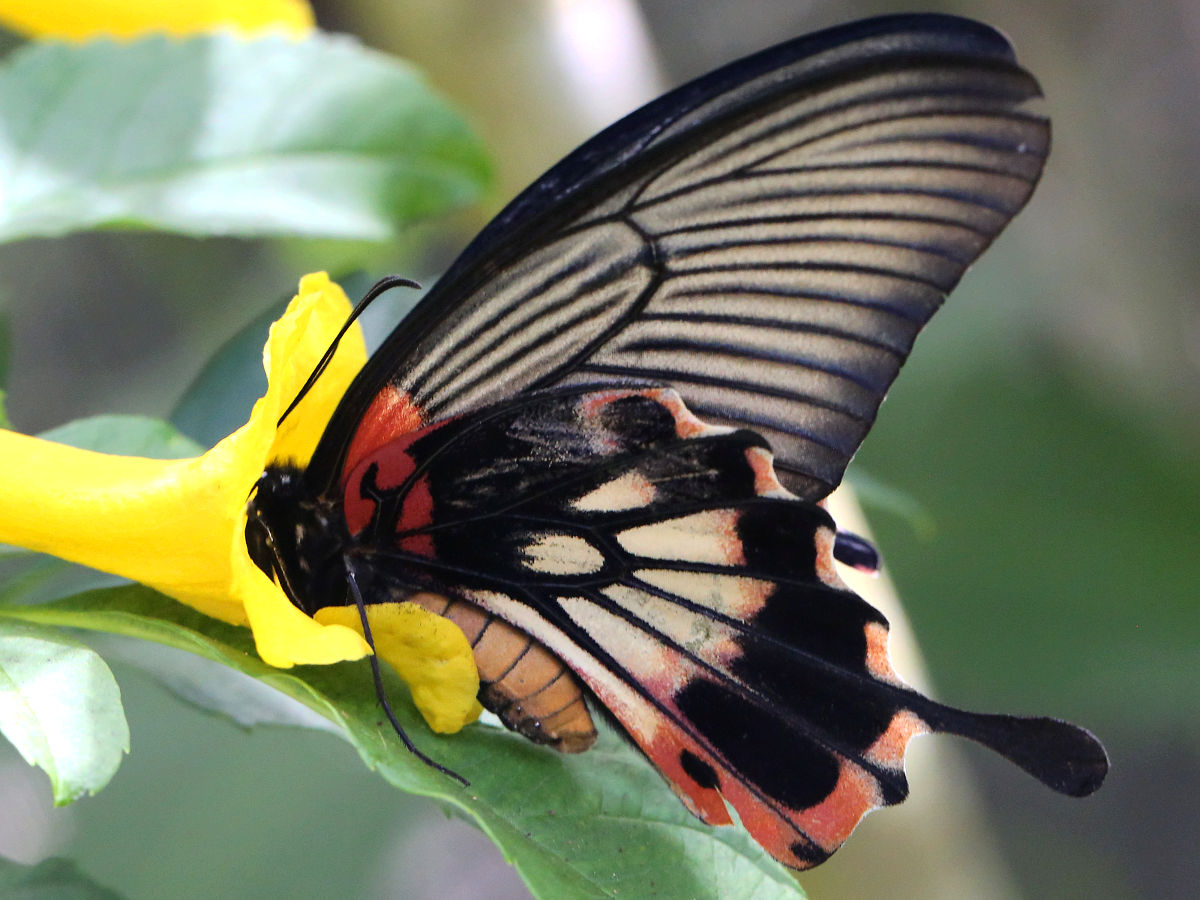
Papilio memnon f. alcanor femelle, ailes repliées
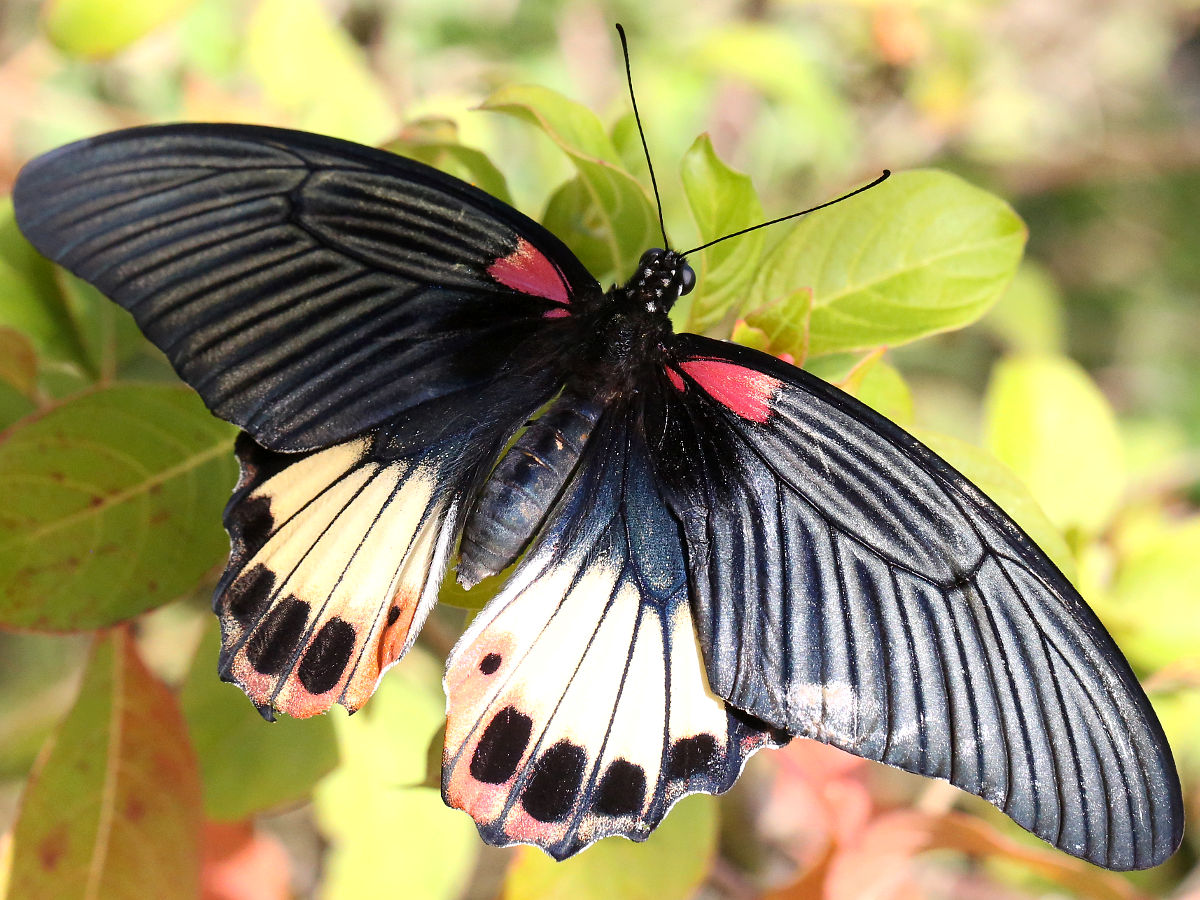
Papilio memnon agenor femelle en Thaïlande
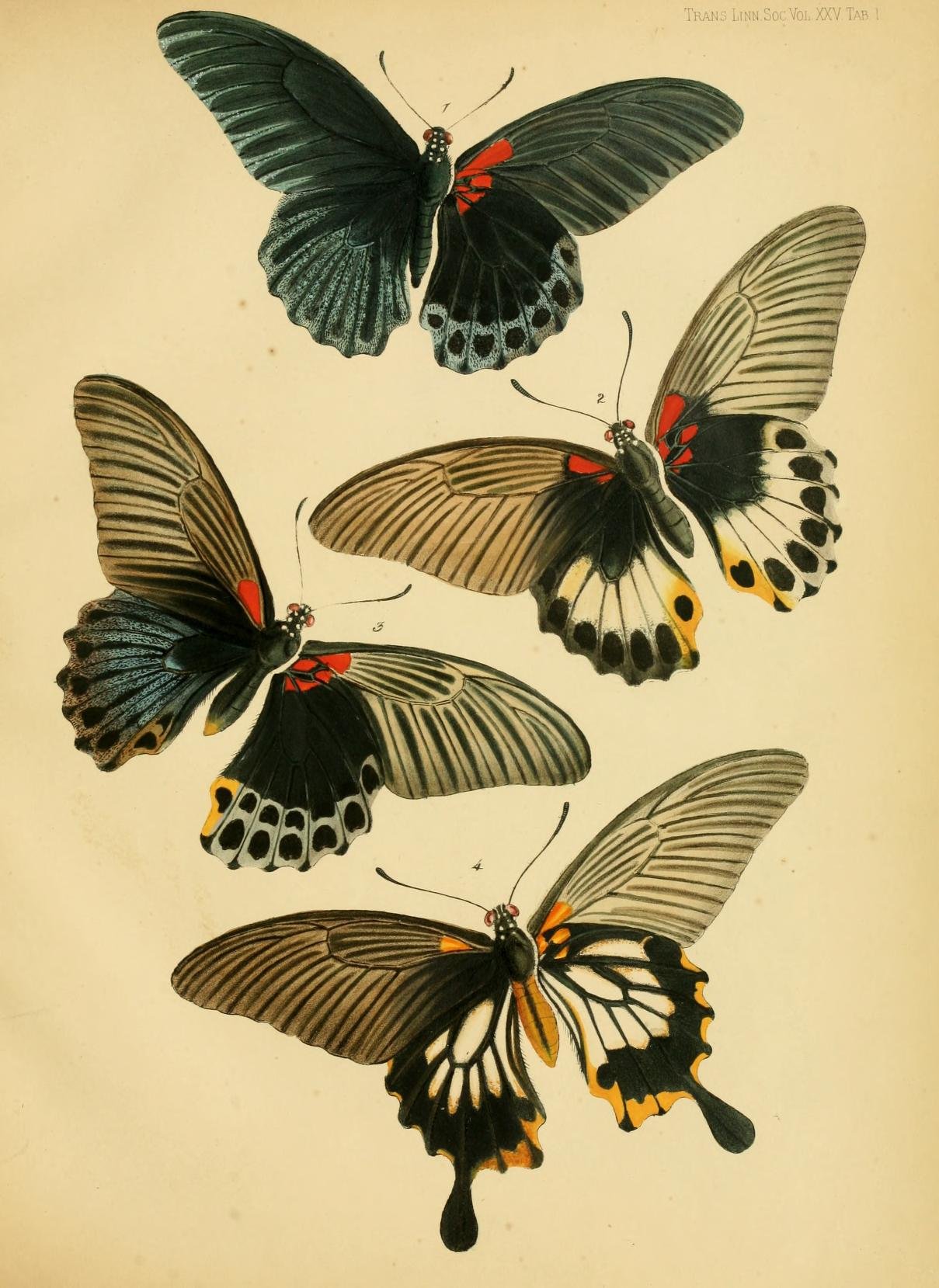
Papilio memnon mâle, avers et revers (en haut) et trois formes femelles

### Juvéniles
Les oeufs sont sphériques et pondus isolément sur la plante-hôte. Après l'éclosion les chenilles mesurent 4 mm de long. Elles sont blanc grisâtre et marron foncé sur les flancs et le dos. Le deuxième stade est assez similaire. Au troisième stade les chenilles deviennent luisantes, elles sont  marron foncé, leur couleur tirant parfois vers le vert-jaune. Au quatrième stade les chenilles ressemblent à des fientes d'oiseaux. Elles sont alors de couleur vert olive avec des marques blanches. Au dernier stade  la chenilles est vert mat, avec des marques blanches sur les flancs. L'apparence de la chenille de Papilio memnon imite alors celle d'un petit serpent, grâce à ses deux faux yeux à l'avant du corps. La chrysalide est attachée à son support par son crémasse et par une ceinture de soie. Elle est généralement de couleur verte, mais sa couleur peut varier avec son environnement.

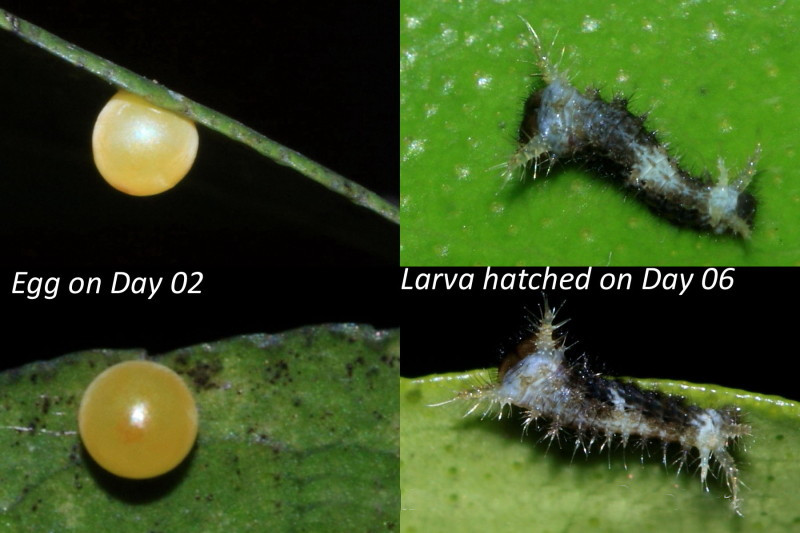
Oeuf et chenille au premier stade
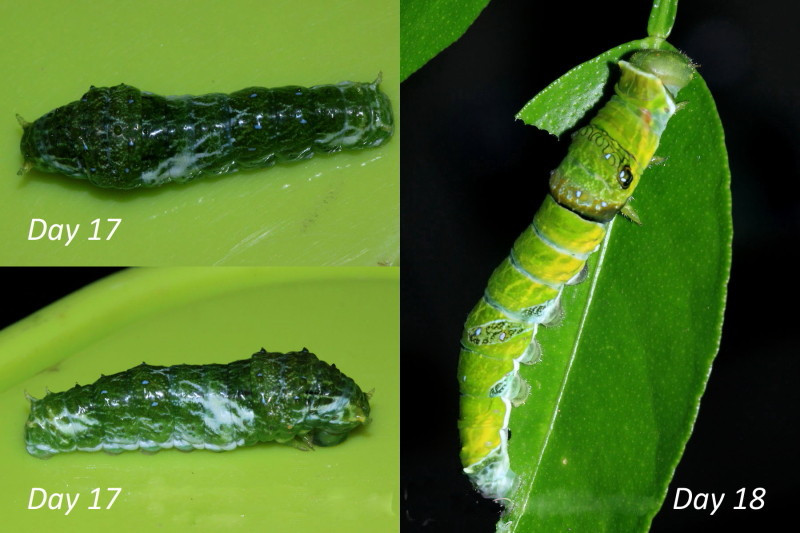
Chenille au stade 4 et 5
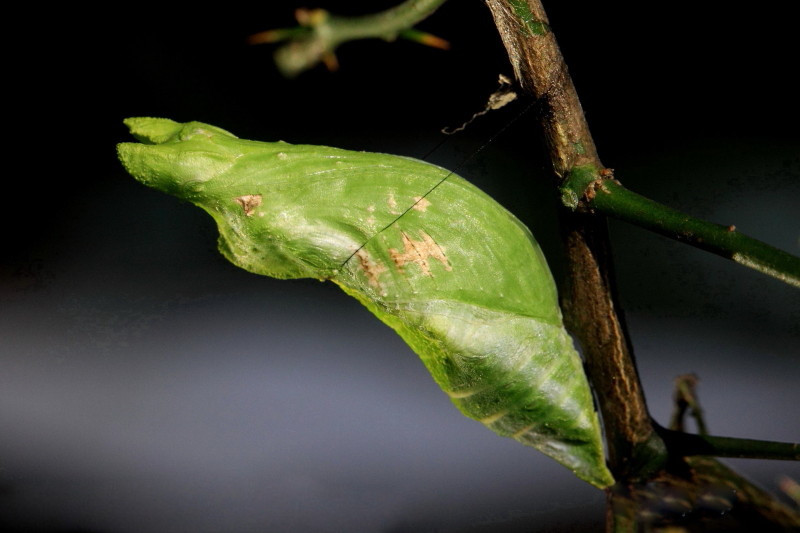
Chrysalide

## Écologie
La femelle pond ses oeufs sur la plante-hôte. Papilio memnon utilise comme plante-hôte différentes espèces de Rutacées, notamment des espèces du genre Citrus (agrumes), ainsi que Poncirus trifoliata, Fortunella japonica, Paramignya scandens, Atalantia buxifolia, Toddalia asiatica, Zanthoxylum ailanthoides, Zanthoxylum nitidum et Choisya ternata . Papilio memnon utilise aussi quelques espèces de Magnoliaceae. Le Grand Mormon est commun dans les champs d'agrume et ses chenilles sont parfois nuisibles aux cultures.
Les oeufs éclosent au bout de 7-8 jours. Les jeunes chenilles mangent d'abord leur coquille puis se nourrissent des feuilles de la plante-hôte. Les chenilles passent par cinq stades, qui durent respectivement 4 à 7 jours, 3-9 jours, 3-8 jours, 5-8 jours et 8-13 jours. Le stade larvaire dure en général entre 23 et 45 jours. 
Comme toutes les espèces de Papilionides les chenilles possèdent derrière la tête un osmeterium, organe fourchu qu'elles déploient pour faire fuir les prédateurs. En outre les chenilles au troisième et quatrième stade imitent une fiente d'oiseaux et au cinquième stade un petit serpent, grâce à ses faux yeux à l'avant du corps.

À la fin du stade larvaire la chenille se change en une chrysalide attachée à son support par son cremaster et par une ceinture de soie. L'imago émerge au bout de 2 à 3 semaines. Les adultes se nourrissent du nectar des fleurs.

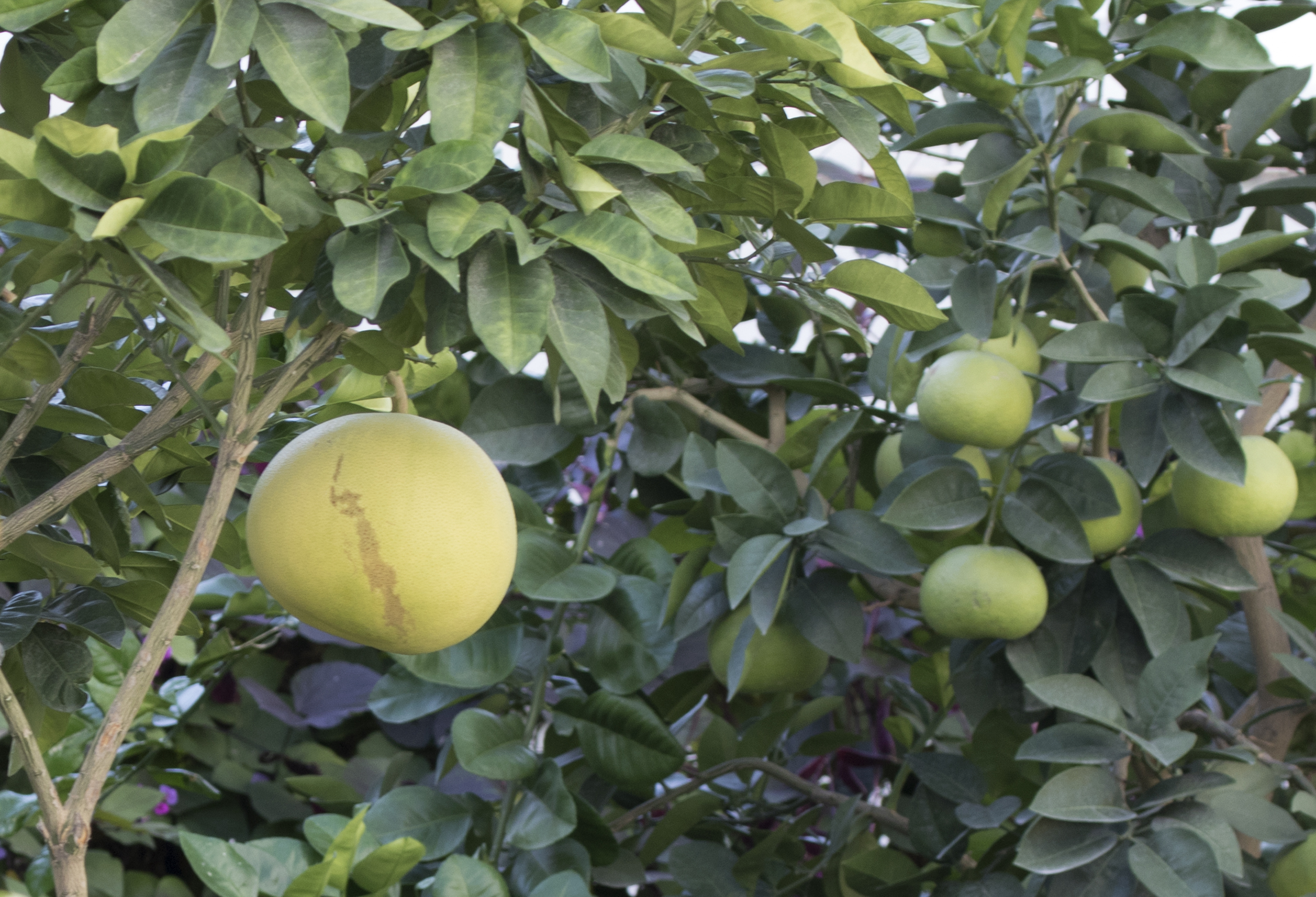
Citrus maxima, plante-hôte
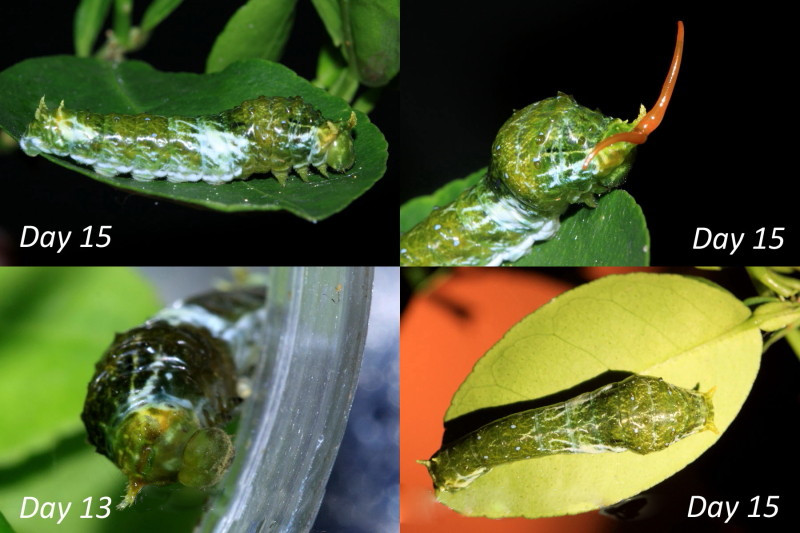
Chenille de Papilio memnon au 3ème stade, imitant une fiente d'oiseau et déployant son osmeterium (en haut à droite)
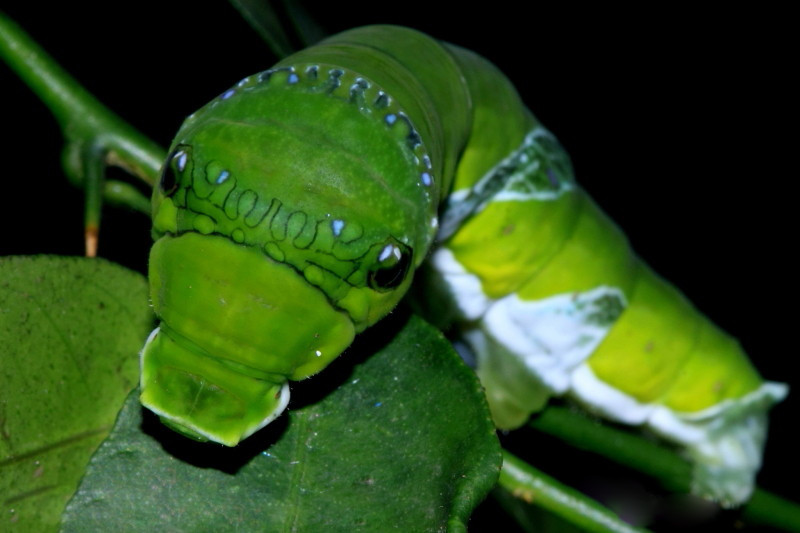
Chenille de Papilio memnon imitant un serpent

## Habitat et répartition
Cette espèce est présente dans la plus grande partie de l'écozone Indomalaise, du sud-est de l'Inde, Asie du sud-est (Birmanie, Thaïlande, Bornéo etc.) jusqu'à la Chine et le  Japon méridional. L'espèce est également présente en Indonésie.

écozone Indomalasie

## Systématique
Papilio memnon a été décrit pour la première fois en 1758 par Carl von Linné dans son Systema naturae.

### Sous-espèces[6]
- Papilio memnon memnon : Indonésie (Java, Bawean, Natuna, Bangka, Bornéo, Bali), Philippines (Mapun, Sanga Sanga)
- Papilio memnon agenor Linnaeus, 1768 : Sikkim, Assam, Birmanie, Péninsule Malaise, sud du Yunnan
- Papilio memnon anceus Cramer, 1779 : Sumatra, Nias, Batu
- Papilio memnon thunbergi Siebold, 1824 : Japon
- Papilio memnon lowii Druce, 1873 : nord de Bornéo, Philippines (Balabac, Palawan)
- Papilio memnon oceani Doherty, 1891 : Enggano
- Papilio memnon merapu Doherty, 1891 : Sumba
- Papilio memnon pryeri Rothschild, 1895 : Loo Choo
- Papilio memnon clathratus Rothschild, 1896 : Sumbawa
- Papilio memnon caeruleus van Eecke, 1914 : Simalur (Indonésie)
- Papilio memnon heronus Fruhstorfer, 1902 : Taïwan
- Papilio memnon perlucidus Fruhstorfer, 1903 : Lombok
- Papilio memnon subclathratus Fruhstorfer, 1903 : Florès
- Papilio memnon tanahsahi Eliot, 1982 : Malaisie
- Papilio memnon kalaomemnon Hachitani, 1987 : île de Kalao (au sud de Sulawesi)

## Papilio memnonet l'Homme

### Nom vernaculaire
L'espèce est appelée "Great mormon" en anglais.

### Élevage
Papilio memnon peut être élevé dans une maison à condition d'avoir une température d'environ 20 à 25 °C et une hygrométrie de plus de 80 %, l'humidité ambiante les dessèche au bout de 2 jours.[réf. souhaitée].  P. memnon est très polyphage et peut consommer en captivité les feuilles de Choisya ternata ou de Skimmia japonica.

### Menaces et conservation
Cette espèce n'est pas évaluée par l'UICN.

### Philatélie
Papilio memnon figure sur quelques timbres, notamment un timbre de Malaisie de 1970.

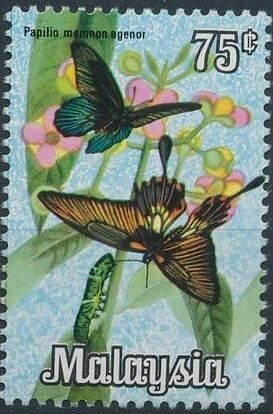
Timbre malaisien de 1970

## Galerie

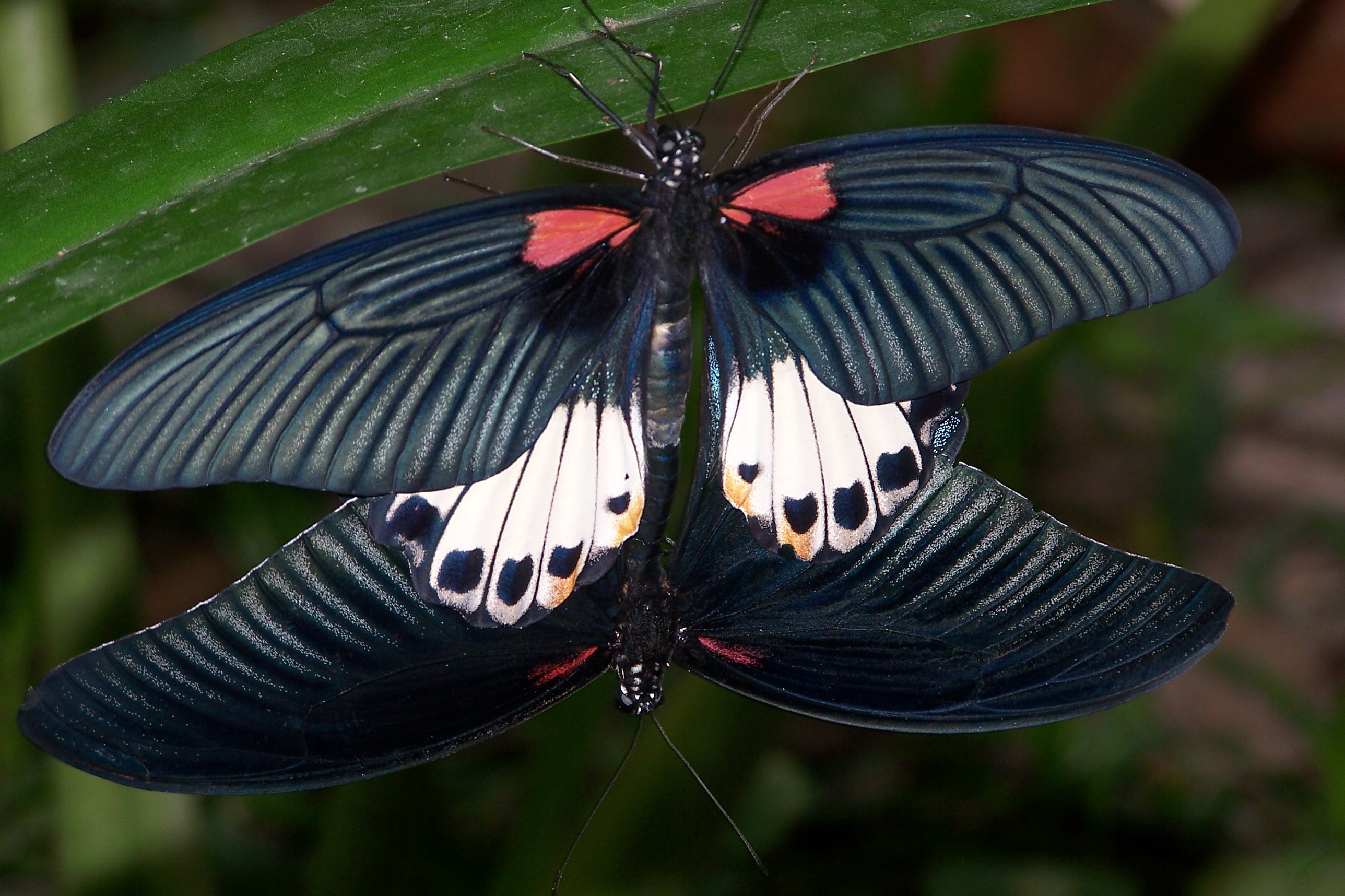
Accouplement de Grands Mormons, Angkor, Cambodge
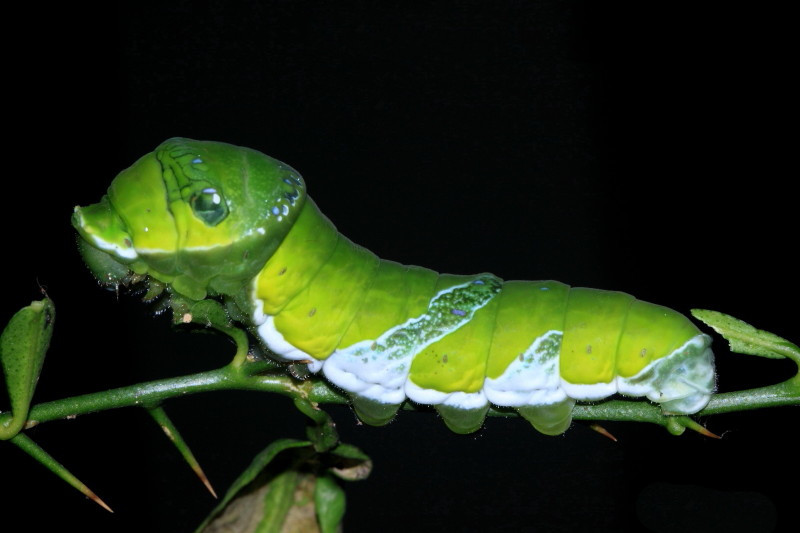
Chenille (larve de plus de 15 jours)
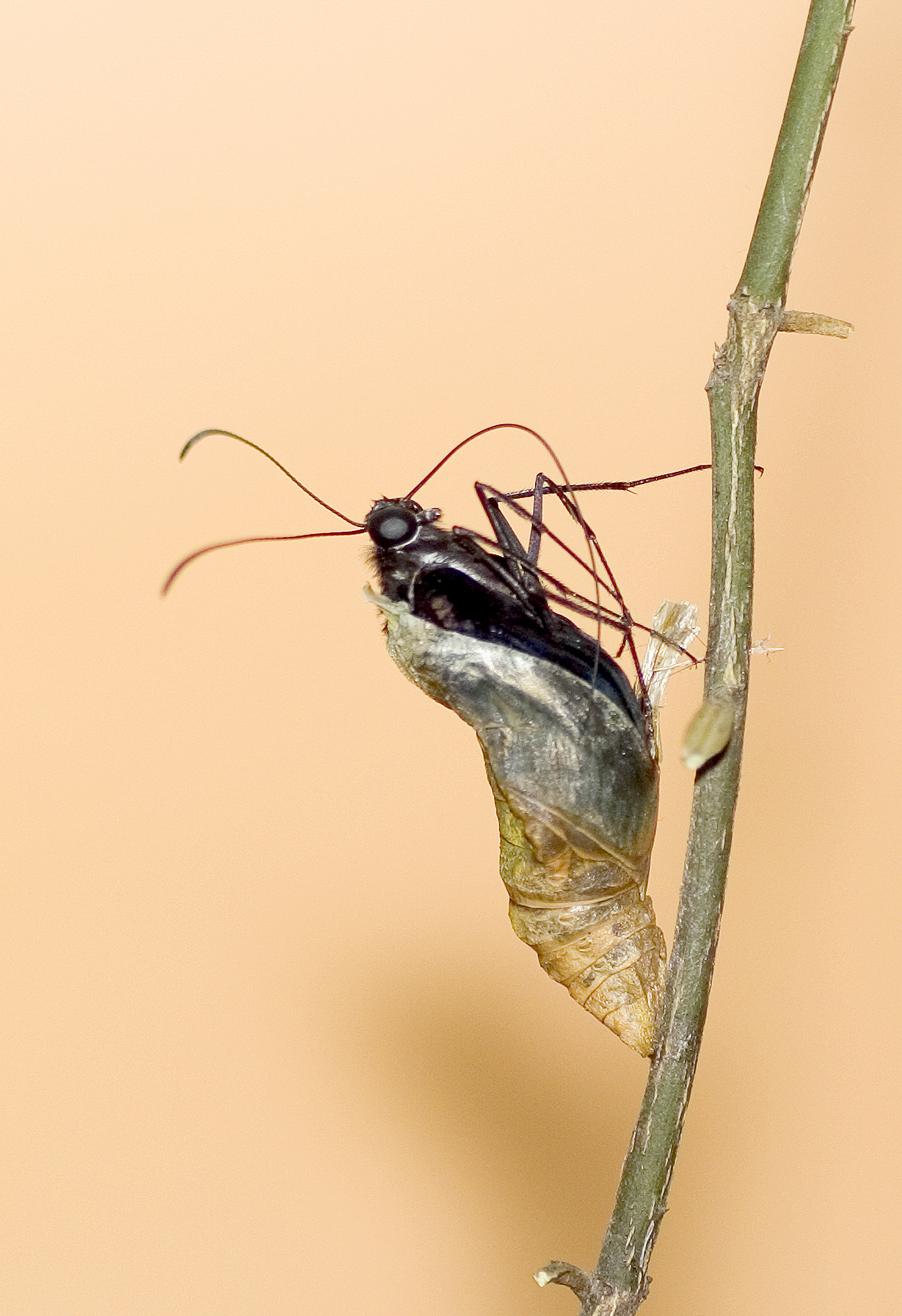
Papillon Grand Mormon sortant de sa chrysalide
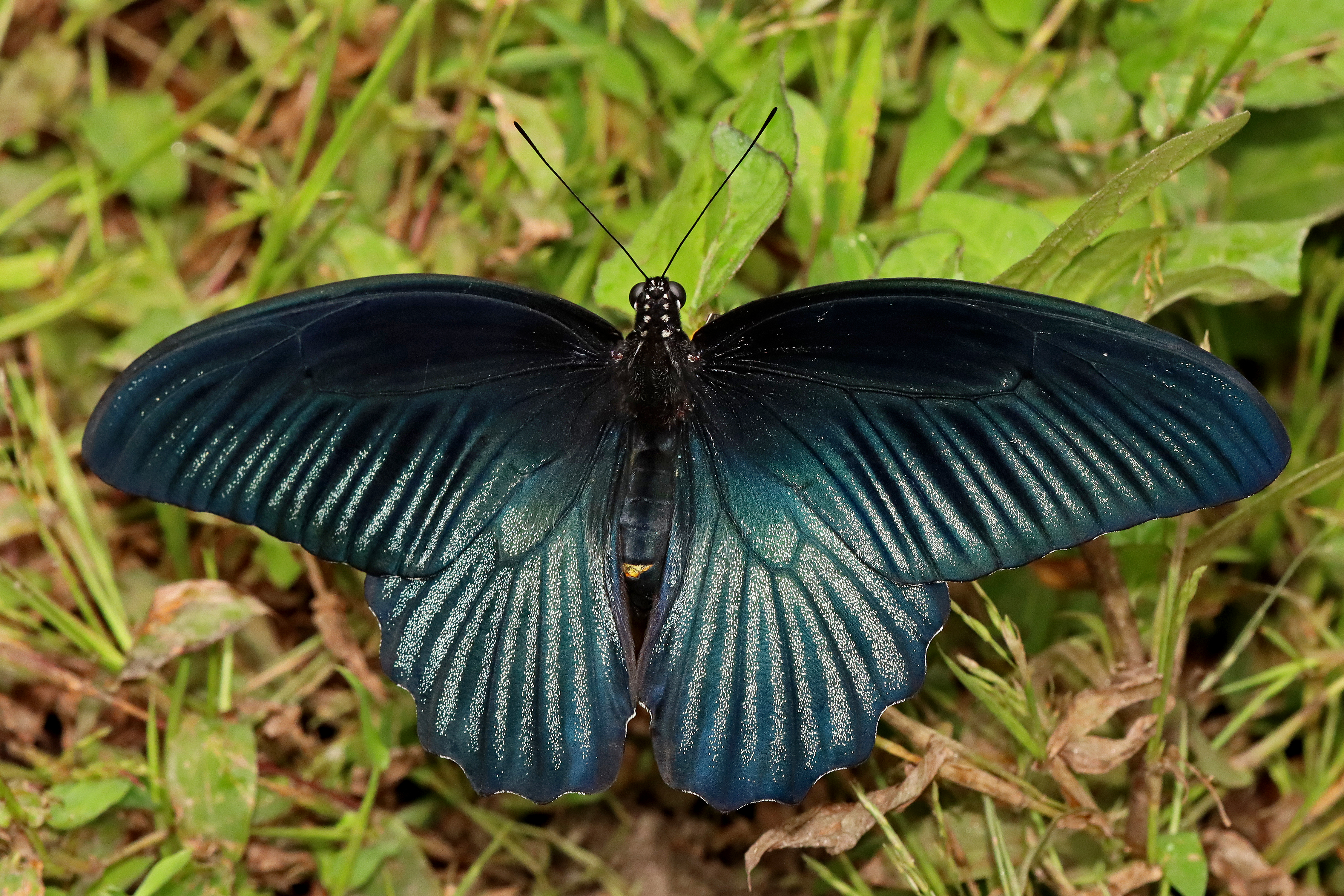
Papilio memnon ♂, Inde
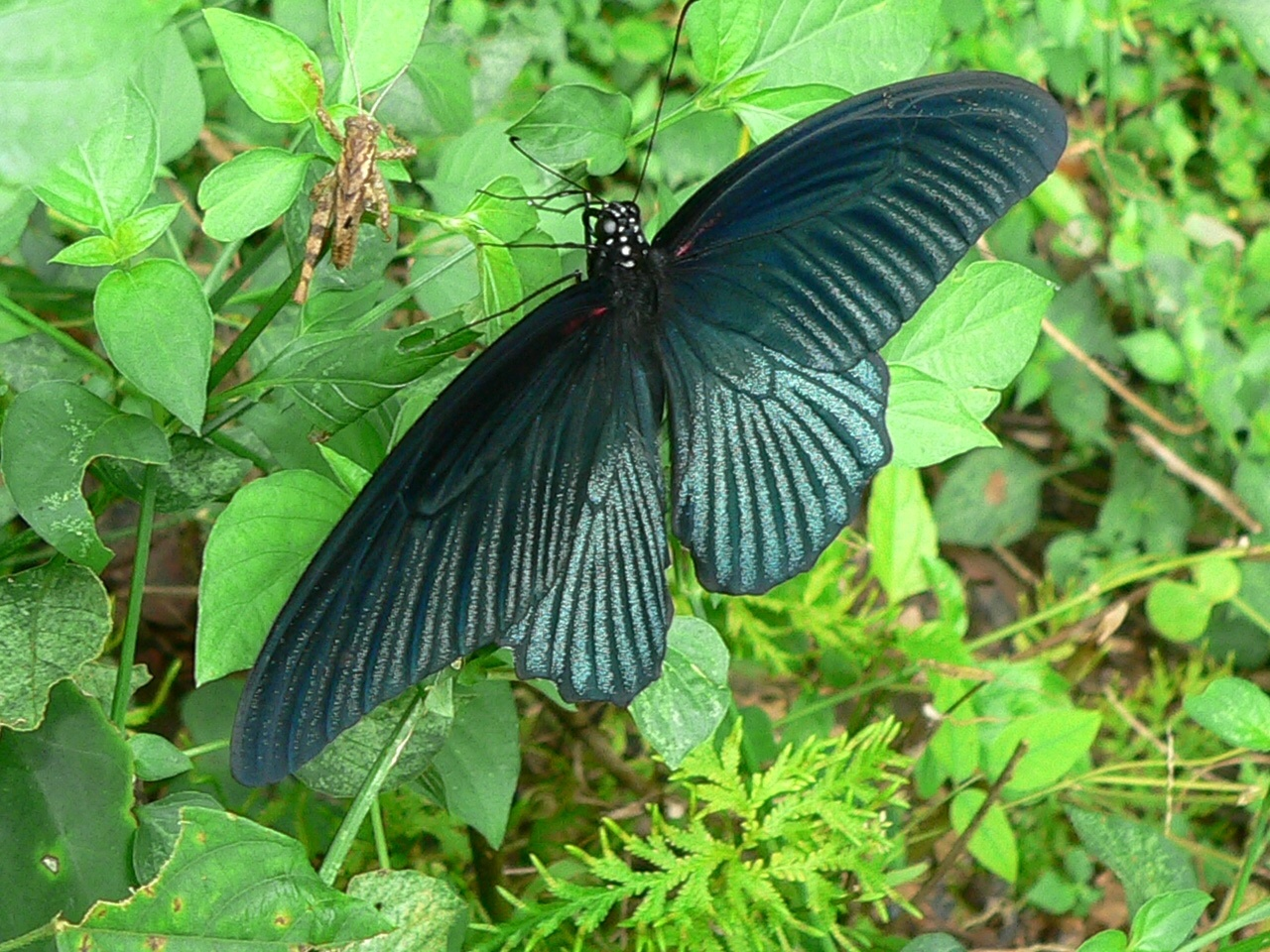
Papilio memnon ♂ (Parc national de Khao Yai, Thaïlande)
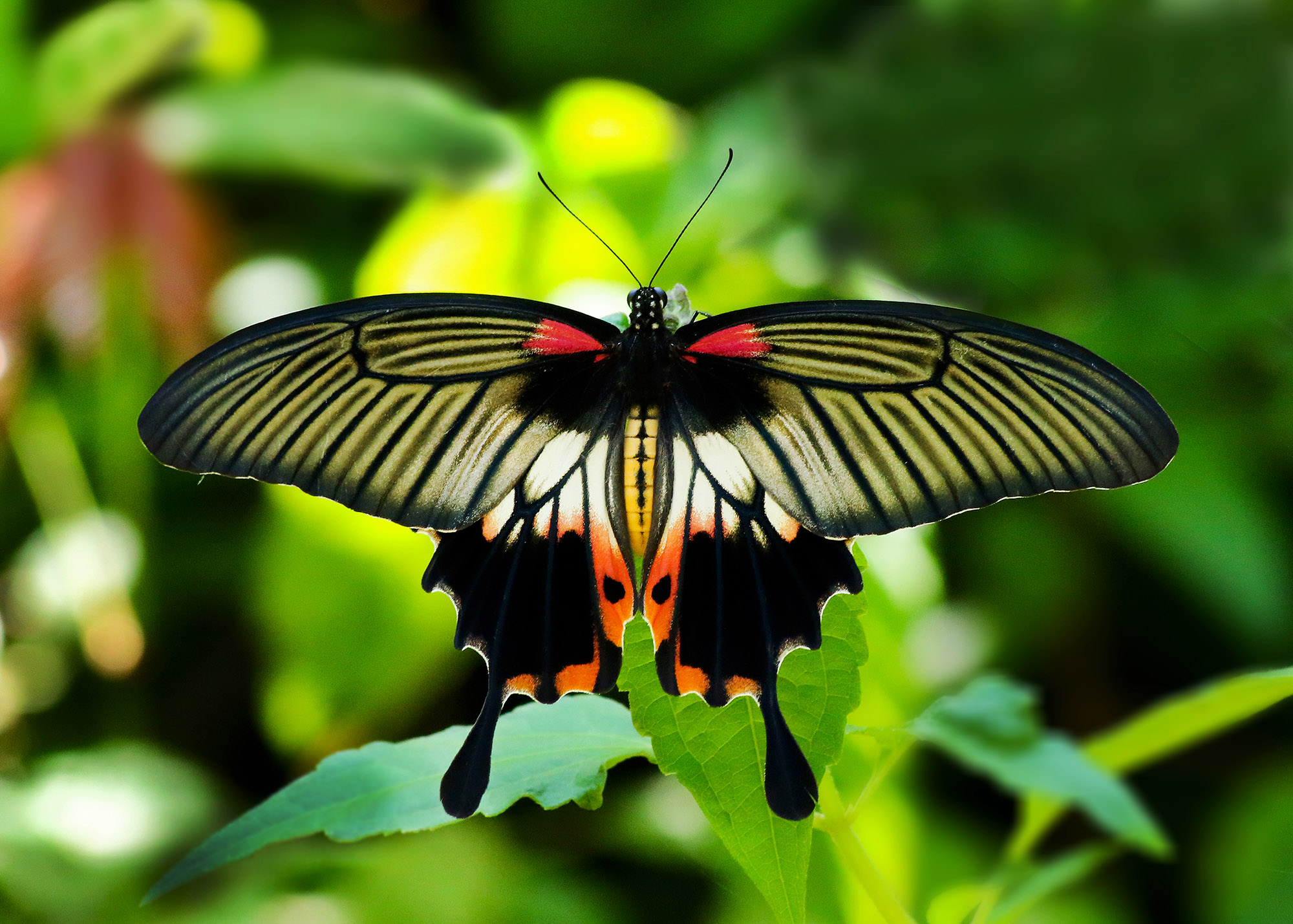
Papilio memnon ♀, Parc national d'Himchari, Bangladesh